# Hai môn phối hợp tại Thế vận hội Mùa đông 2018 - Đuổi bắt nữ
Nội dung đuổi bắt 10 km nữ của hai môn phối hợp tại Thế vận hội Mùa đông 2018 diễn ra vào ngày 12 tháng 2 năm 2018 tại Alpensia Cross-Country Centre ở Pyeongchang, Hàn Quốc. Danh sách thi đấu gồm top 60 vận động viên của nội dung nước rút tổ chức hai ngày trước đó. Thời gian xuất phát của mỗi vận động viên phụ thuộc vào thành tích của họ ở nội dung nước rút. Laura Dahlmeier, người giành huy chương vàng nước rút, tiếp tục về nhất, và là nữ vận động viên đầu tiên giành cú đúp nước rút-đuổi bắt tại Thế vận hội. Anastasiya Kuzmina về nhì, còn Anaïs Bescond về thứ ba.

## Diễn biến
Dahlmeier xuất phát đầu tiên, bắn trúng đích tất cả các mục tiêu ở lượt bắn nằm. Huy chương bạc nội dung nước rút Marte Olsbu bắt trượt một mục tiêu. Ở giai đoạn giữa các lượt bắn nằm, Dahlmeier bị theo sau bởi Veronika Vítková và Anastasiya Kuzmina. Kuzmina sau đó vượt qua Vítková, và trước lượt bắn nằm thứ hai, rút ngắn khoảng cách với Dahlmeier còn 10 giây. Dahlmeier, Kuzmina, và Vítková đều bắn trượt một mục tiêu ở lượt bắn nằm thứ hai, giúp Anaïs Bescond và Irene Cadurisch, những người bắn trúng trọn vẹn các mục tiêu, có cơ hội trở lại. Sau khi hết 5 km, Kuzmina dẫn đầu, trong khi Dahlmeier kém cô 0,7 giây, tiếp đến là Bescond và Cadurisch kém nửa phút. Ở lượt bắn đứng đầu tiên, Kuzmina bắn trượt hai lần, Bescond trượt một, trong khi Cadurisch trượt ba lần và hết cơ hội giành huy chương. Dahlmeier là người không trượt phát bắn nào, qua đó dẫn đầu với 40 giây nhanh hơn Kuzmina. Vítková đứng thứ ba, theo sau là Bescond. Ở lượt bắn đứng thứ hai, Dahlmeier và Bescond bắn tốt, trong khi đó Kuzmina trượt một lần, khiến cô kém Dahlmeier hơn một phút và chỉ còn hơn Bescond một giây. Vítková bắn trượt hai mục tiêu và hết cơ hội. Kuzmina và Bescond trượt cùng nhau trong suốt quãng đường còn lại cho tới khi về đích, đồng nghĩa với việc Kuzmina giành bạc, Bescond giành đồng.

## Kết quả
Cuộc đua bắt đầu lúc 19:10.
| Hạng | Số áo | Tên                        | Quốc gia                     | Thời gian xuất phát | Thời gian về đích | Điểm phạt (P+P+S+S) | Kém     |
| ---- | ----- | -------------------------- | ---------------------------- | ------------------- | ----------------- | ------------------- | ------- |
| 1    | 1     | Laura Dahlmeier            | Đức                          | 0:00                | 30:35.3           | 1 (0+1+0+0)         | –       |
| 2    | 13    | Anastasiya Kuzmina         | Slovakia                     | 0:54                | 31:04.7           | 4 (0+1+2+1)         | +29.4   |
| 3    | 19    | Anaïs Bescond              | Pháp                         | 1:15                | 31:04.9           | 1 (0+0+1+0)         | +29.6   |
| 4    | 2     | Marte Olsbu                | Na Uy                        | 0:24                | 31:42.6           | 4 (1+2+0+1)         | +1:07.3 |
| 5    | 7     | Hanna Öberg                | Thụy Điển                    | 0:41                | 31:44.2           | 3 (1+2+0+0)         | +1:08.9 |
| 6    | 21    | Denise Herrmann            | Đức                          | 1:20                | 31:54.7           | 2 (1+0+0+1)         | +1:19.4 |
| 7    | 3     | Veronika Vítková           | Cộng hòa Séc                 | 0:26                | 32:12.6           | 3 (0+1+0+2)         | +1:37.3 |
| 8    | 26    | Lena Häcki                 | Thụy Sĩ                      | 1:34                | 32:16.8           | 3 (1+1+1+0)         | +1:41.5 |
| 9    | 24    | Tiril Eckhoff              | Na Uy                        | 1:26                | 32:23.1           | 5 (0+2+3+0)         | +1:47.8 |
| 10   | 27    | Mona Brorsson              | Thụy Điển                    | 1:36                | 32:29.8           | 1 (0+0+1+0)         | +1:54.5 |
| 11   | 6     | Lisa Vittozzi              | Ý                            | 0:41                | 32:34.6           | 4 (1+2+0+1)         | +1:59.3 |
| 12   | 12    | Franziska Hildebrand       | Đức                          | 0:54                | 32:36.5           | 3 (2+1+0+0)         | +2:01.2 |
| 13   | 5     | Vanessa Hinz               | Đức                          | 0:40                | 32:41.4           | 4 (1+1+2+0)         | +2:06.1 |
| 14   | 36    | Nadezhda Skardino          | Belarus                      | 2:02                | 32:42.7           | 1 (0+0+1+0)         | +2:07.4 |
| 15   | 18    | Dorothea Wierer            | Ý                            | 1:14                | 32:48.4           | 5 (2+2+1+0)         | +2:13.1 |
| 16   | 8     | Irene Cadurisch            | Thụy Sĩ                      | 0:46                | 32:52.8           | 4 (0+0+3+1)         | +2:17.5 |
| 17   | 17    | Iryna Kryuko               | Belarus                      | 1:11                | 32:54.0           | 2 (1+0+0+1)         | +2:18.7 |
| 18   | 14    | Vita Semerenko             | Ukraina                      | 0:55                | 32:54.4           | 4 (2+1+1+0)         | +2:19.1 |
| 19   | 53    | Rosanna Crawford           | Canada                       | 2:23                | 33:03.0           | 2 (0+0+1+1)         | +2:27.7 |
| 20   | 30    | Galina Vishnevskaya        | Kazakhstan                   | 1:46                | 33:05.9           | 1 (0+0+1+0)         | +2:30.6 |
| 21   | 37    | Linn Persson               | Thụy Điển                    | 2:05                | 33:21.7           | 3 (1+0+1+1)         | +2:46.4 |
| 22   | 25    | Kaisa Mäkäräinen           | Phần Lan                     | 1:30                | 33:22.2           | 6 (0+3+3+0)         | +2:46.9 |
| 23   | 23    | Jessica Jislová            | Cộng hòa Séc                 | 1:23                | 33:24.3           | 3 (0+1+1+1)         | +2:49.0 |
| 24   | 16    | Anaïs Chevalier            | Pháp                         | 1:09                | 33:28.0           | 5 (3+0+0+2)         | +2:52.7 |
| 25   | 15    | Markéta Davidová           | Cộng hòa Séc                 | 0:57                | 33:29.8           | 6 (1+2+1+2)         | +2:54.5 |
| 26   | 22    | Johanna Talihärm           | Estonia                      | 1:21                | 33:34.7           | 4 (0+1+2+1)         | +2:59.4 |
| 27   | 4     | Marie Dorin Habert         | Pháp                         | 0:33                | 33:37.8           | 7 (2+0+2+3)         | +3:02.5 |
| 28   | 40    | Julia Ransom               | Canada                       | 2:08                | 33:38.3           | 1 (0+0+0+1)         | +3:03.0 |
| 29   | 35    | Elisabeth Högberg          | Thụy Điển                    | 2:00                | 33:45.1           | 2 (1+0+1+0)         | +3:09.8 |
| 30   | 34    | Weronika Nowakowska        | Ba Lan                       | 1:57                | 33:46.2           | 2 (0+1+1+0)         | +3:10.9 |
| 31   | 20    | Tatiana Akimova            | Vận động viên Olympic từ Nga | 1:18                | 33:50.8           | 4 (1+1+0+2)         | +3:15.5 |
| 32   | 43    | Eva Puskarčíková           | Cộng hòa Séc                 | 2:14                | 33:53.8           | 3 (2+1+0+0)         | +3:18.5 |
| 33   | 39    | Baiba Bendika              | Latvia                       | 2:08                | 33:59.4           | 3 (1+0+2+0)         | +3:24.1 |
| 34   | 10    | Justine Braisaz            | Pháp                         | 0:48                | 34:08.0           | 7 (0+2+1+4)         | +3:32.7 |
| 35   | 31    | Elisa Gasparin             | Thụy Sĩ                      | 1:46                | 34:11.2           | 5 (2+2+1+0)         | +3:35.9 |
| 36   | 28    | Krystyna Guzik             | Ba Lan                       | 1:37                | 34:24.3           | 4 (1+1+1+1)         | +3:49.0 |
| 37   | 9     | Darya Domracheva           | Belarus                      | 0:46                | 34:26.8           | 6 (0+1+1+4)         | +3:51.5 |
| 38   | 11    | Paulína Fialková           | Slovakia                     | 0:51                | 34:33.6           | 8 (2+2+2+2)         | +3:58.3 |
| 39   | 41    | Selina Gasparin            | Thụy Sĩ                      | 2:12                | 34:40.2           | 5 (2+2+1+0)         | +4:04.9 |
| 40   | 29    | Katharina Innerhofer       | Áo                           | 1:45                | 34:41.2           | 5 (1+2+0+2)         | +4:05.9 |
| 41   | 50    | Synnøve Solemdal           | Na Uy                        | 2:18                | 34:45.5           | 4 (1+0+2+1)         | +4:10.2 |
| 42   | 59    | Ingrid Landmark Tandrevold | Na Uy                        | 2:43                | 34:56.8           | 4 (0+3+1+0)         | +4:21.5 |
| 43   | 45    | Monika Hojnisz             | Ba Lan                       | 2:14                | 35:05.6           | 4 (1+1+2+0)         | +4:30.3 |
| 44   | 52    | Nadzeya Pisarava           | Belarus                      | 2:23                | 35:10.3           | 3 (2+0+0+1)         | +4:35.0 |
| 45   | 38    | Zhang Yan                  | Trung Quốc                   | 2:08                | 35:16.7           | 3 (3+0+0+0)         | +4:41.4 |
| 46   | 55    | Anastasiya Merkushyna      | Ukraina                      | 2:26                | 35:30.4           | 5 (0+2+2+1)         | +4:55.1 |
| 47   | 51    | Emily Dreissigacker        | Hoa Kỳ                       | 2:21                | 35:36.7           | 4 (0+1+1+2)         | +5:01.4 |
| 48   | 44    | Nicole Gontier             | Ý                            | 2:14                | 35:37.6           | 7 (3+1+1+2)         | +5:02.3 |
| 49   | 56    | Magdalena Gwizdoń          | Ba Lan                       | 2:30                | 36:07.0           | 5 (1+2+2+0)         | +5:31.7 |
| 50   | 32    | Anna Frolina               | Hàn Quốc                     | 1:51                | 36:14.2           | 8 (1+2+2+3)         | +5:38.9 |
| 51   | 47    | Anja Eržen                 | Slovenia                     | 2:15                | 36:22.6           | 7 (0+2+2+3)         | +5:47.3 |
| 52   | 33    | Uliana Kaisheva            | Vận động viên Olympic từ Nga | 1:52                | 36:33.6           | 5 (0+2+2+1)         | +5:58.3 |
| 53   | 54    | Emma Lunder                | Canada                       | 2:24                | 36:52.1           | 4 (0+1+1+2)         | +6:16.8 |
| 54   | 49    | Sari Furuya                | Nhật Bản                     | 2:15                | 37:02.1           | 5 (2+1+1+1)         | +6:26.8 |
| 55   | 60    | Emilia Yordanova           | Bulgaria                     | 2:44                | 37:04.3           | 6 (2+1+3+0)         | +6:29.0 |
| 56   | 42    | Fuyuko Tachizaki           | Nhật Bản                     | 2:14                | 37:07.9           | 7 (2+0+2+3)         | +6:32.6 |
| 57   | 58    | Darya Klimina              | Kazakhstan                   | 2:42                | 38:00.0           | 8 (1+1+3+3)         | +7:24.7 |
| 58   | 48    | Dunja Zdouc                | Áo                           | 2:15                | 38:39.1           | 8 (1+3+1+3)         | +8:03.8 |
|      | 46    | Valentyna Semerenko        | Ukraina                      | 2:15                | DNS               | DNS                 | DNS     |
|      | 57    | Megan Tandy                | Canada                       | 2:37                | DNS               | DNS                 | DNS     |